# Roland Hantzsche
Roland Hantzsche (* 17. September 1941 in Stuttgart) ist ein deutscher Karateka, Träger des 9. Dan. Er war von 1992 bis 2012 Präsident des Deutschen Karate Verbands und wurde im November 2012 zum Ehrenpräsidenten ernannt.

## Leben
1961 fing Roland Hantzsche mit Karate in einem Judoverein in Stuttgart an. 1963 gründete er den Karate Club Nippon Stuttgart. In den 1960er Jahren war er Kaderathlet im Nationalteam der DKU. Unter seiner Regie erkämpfte der Verein in den 1970er und 1980er Jahren mehrere deutsche Meistertitel im Einzel und in der Mannschaft. Mit Wolfgang Ziebart und Günter Mohr sind zwei erfolgreiche Kämpfer und ehemalige Bundestrainer bei ihm in seinem KC Stuttgart groß geworden.
Von 1974 bis 1984 war Hantzsche Geschäftsführer der Karate Union Baden-Württemberg (KUBW) und bis 1986 KUBW-Präsident. Nach dem Zusammenschluss von DKB und DKU im Jahr 1986 zum DKV war er bis 2006 Präsident des Karate Verbands Baden-Württemberg. Von 1992 bis 2012 war er Präsident des Deutschen Karate Verbands.
1973 gründete Hantzsche die Karateschule Budokan Esslingen, die mit ihm als Leiter und Trainer, im Leichtkontakt Karate den Mannschafts-Europacup, die deutsche Mannschafts-Vizemeisterschaft, den Einzel-Europacupgewinner und drei deutsche Einzelmeister im Leichtkontakt stellt.